# Schizachyrium penicillatum
Schizachyrium penicillatum är en gräsart som beskrevs av Jacq.-fel. Schizachyrium penicillatum ingår i släktet Schizachyrium och familjen gräs. Inga underarter finns listade i Catalogue of Life.